# Роси Окампо
Роси Окампо (на испански: Rosy Ocampo) е мексиканска продуцентка на теленовели.

## Биография
Роси Окампо завършва специалност „Комуникации“ в Иберо-американския университет в град Мексико, където печели пълна стипендия.
През 1980 г. започва работа като асистент в компания Телевиса, където работи с продуцента Гилермо Диас. През 1983 г. е асистент-продуцент на третия сезон на „Улица Сезам“, продуцирана от Фернандо Морет. По-късно е поканена за продуцент на четвъртия сезон на същото предаване. През 90-те години започва да продуцира теленовели. Продукциите ѝ са известни креативността и модернизирането на жанра на теленовелите. Окампо е била жури на наградите Еми.
В периода 2000 – 2005 г. заема поста директор „Детски продукции“ в компания Телевиса, а от 2006 до 2016 г. – поста директор „Иновации“ в същата компания. В началото на 2017 г. е назначена на поста корпоративен вицепрезидент по съдържанието на Телевиса, а през март 2018 г. освобождава заемания от нея пост, а за неин наследник е назначен Патрисио Уилс.

## Кариера

### Изпълнителен продуцент

#### Теленовели и сериали
- Родители за удобство (2024)
- Да преодолееш вината (2023)
- Отвъд теб (2023)
- Да преодолееш липсата (2022)
- Да преодолееш миналото (2021)
- Да преодолееш мъката (2020-2021)
- Да преодолееш страха (2020)
- Двойният живот на Естела Карийо (2017)
- По-скоро мъртва, отколкото Личита (2015/16)
- Толкова богати бедняци (2013/14)
- Да лъжеш, за да живееш (2013)
- Заради нея съм Ева (2012)
- Силата на съдбата (2011)
- Хамелеони (2009/10)
- Глупачките не отиват на небето (2008)
- Любов без грим (2007)
- Най-красивата грозница (2006/07)
- Мисия SOS (2004/05)
- Веселяци и сърдитковци (2003/04)
- Приятели в спасяването (2002)
- Приключения във времето (2001)
- Лъч светлина (2000/01)
- Приятели завинаги (2000)
- Дневникът на Даниела (1998/99)

#### Предавания
- Сезон 31/2: Código F.A.M.A. Internacional (2005)
- Сезон 3: Código F.A.M.A. "La evolución" (2005)
- Сезон 2: Código F.A.M.A. (2004)
- Código F.A.M.A. (2003)
- Сезон 4: Улица Сезам (1995/96)
- Operalia (1994)

### Асистент-продуцент

#### Теленовели
- Martín Garatuza (1986)

#### Предавания
- Сезон 3: Улица Сезам (1983-94)

## Награди и номинации
Награди TVyNovelas (Мексико)
| Година | Категория                | Теленовела                        | Резултат   |
| ------ | ------------------------ | --------------------------------- | ---------- |
| 2016   | Най-добра теленовела     | По-скоро мъртва, отколкото Личита | Номинирана |
| 2016   | Най-добра мултиплатформа | По-добре мъртва, отколкото Личита | Печели     |
| 2016   | Най-добър екип           | По-добре мъртва, отколкото Личита | Номинирана |
| 2015   | Най-добра теленовела     | Толкова богати бедняци            | Номинирана |
| 2015   | Най-добър екип           | Толкова богати бедняци            | Номинирана |
| 2014   | Най-добра теленовела     | Да лъжеш, за да живееш            | Номинирана |
| 2014   | Най-добра мултиплатформа | Да лъжеш, за да живееш            | Номинирана |
| 2013   | Най-добра теленовела     | Заради нея съм Ева                | Печели     |
| 2012   | Най-добра теленовела     | Силата на съдбата                 | Печели     |
| 2007   | Най-добра теленовела     | La fea más bella                  | Печели     |
| 2005   | Най-добра теленовела     | Misión SOS                        | Номинирана |

- Награда за любим финал на теленовела (Заради нея съм Ева) (2013)
- Награда за любима теленовела на публиката (La fea más bella) (2007)
- Специална награда, връчена от детска публика (2004)
- Награда за детски проект (2003)
- 20-годишно творчество в Телевиса (2012)

Награди INTE
| Година | Категория       | Теленовела             | Резултат |
| ------ | --------------- | ---------------------- | -------- |
| 2004   | Детска програма | Веселяци и сърдитковци | Печели   |

Награди People en Español
| Година | Категория            | Теленовела         | Резултат   |
| ------ | -------------------- | ------------------ | ---------- |
| 2012   | Най-добра теленовела | Заради нея съм Ева | Номинирана |

Награди ACE (Ню Йорк)
| Година | Категория            | Теленовела             | Резултат |
| ------ | -------------------- | ---------------------- | -------- |
| 2014   | Най-добра теленовела | Толкова богати бедняци | Печели   |
| 2012   | Най-добра теленовела | Силата на съдбата      | Печели   |

Карнавал Carolina
| Година | Категория               | Номинация   | Резултат |
| ------ | ----------------------- | ----------- | -------- |
| 2014   | Продуцентско творчество | Роси Окампо | Печели   |

Купа Televisa
| Година | Категория            | Теленовела                        | Резултат |
| ------ | -------------------- | --------------------------------- | -------- |
| 2016   | Най-добра теленовела | По-скоро мъртва, отколкото Личита | Печели   |